# Aleksandr Boborykin
Aleksandr Boborykin (ros. Александр Дмитриевич Боборыкин; ur. 25 października?/7 listopada 1916 we wsi Zarojewo w guberni twerskiej Imperium Rosyjskiego, zm. 23 listopada 1988 w Leningradzie) – radziecki ekonomista.

## Życiorys
W 1934 roku ukończył szkołę średnią, do której uczęszczała Jelizawieta Czajkina. Potem studiował literaturę w Leningradzkim Instytucie Pedagogicznym imienia Pokrowskiego i uzyskał dyplom w 1949. Dysertację kandydacką pt. „Nikołaj Czernyszewski jako największy ekonomista okresu przedmarksowskiego” (ros. Чернышевский — крупнейший экономист домарксова периода) obronił w 1953 roku. Opublikował ponad 100 prac naukowych. W 1980 otrzymał Nagrodą Państwową ZSRR za podręcznik „Wiedza o społeczeństwie”.